# Estádio José Gomes da Costa
O Estádio José Gomes da Costa é um estádio de futebol, localizado na cidade de Murici, no estado de Alagoas, atende ao Murici Futebol Clube. Sua capacidade é de 4.000 pessoas
O estádio foi inaugurado no dia 26 de outubro de 1986. Recebeu o nome de um ilustre desportista Murici, homenageado pelo então prefeito da cidade, Olavo Calheiros. O Estádio José Gomes da Costa possui refletores e arquibancadas. Conta ainda com seis cabines de imprensa para as transmissões de rádio e televisão, bilheterias, e vestiários para as equipes e árbitros.